# Smallfoot
Smallfoot (bra: Pépequeno; prt: Smallfoot: Uma Aventura Gelada) é um filme de animação computadorizada e Comédia americano de 2018 em 3D da Warner Animation Group. Este filme será escrito e dirigido por Karey Kirkpatrick baseado em uma história de Sergio Pablos. O filme estrelou as vozes de Channing Tatum, James Corden, Zendaya, Common, LeBron James, Gina Rodriguez, Danny DeVito, Yara Shahidi, Ely Henry e Jimmy Tatro. Foi lançado em 28 de setembro de 2018 e arrecadou mais de US$ 214 milhões.

## Enredo
Migo (Channing Tatum) é um Ieti que está convencido de que as criaturas indescritíveis conhecidas como os "Pépequenos" (humanos) realmente existem.

## Elenco
- Channing Tatum como Migo, um yeti cientista.[5]
- James Corden como Percy Patterson, um alpinista humano.[5]
- Zendaya como Meechee, uma yeti.[5]
- Common como Guardião da Pedra, um yeti.[5]
- LeBron James como Gwangi, um yeti.[5]
- Gina Rodriguez como Kolka, uma yeti.[5]
- Danny DeVito como Dorgle, um yeti.[5]
- Yara Shahidi como Brenda, uma humana.[5]
- Ely Henry como Flem, um yeti.[5]
- Jimmy Tatro como Thorp, um yeti.[5]

Versão portuguesa:
- Eduardo Madeira é o yeti Migo[4]
- David Carreira é ‘Pé Pequeno’ Percy[4]
- Ana Bacalhau é Meeche[4]
- Kátia Moreira é Kolka[4]
- Mariana Cabral (Bumba Na Fofinha) é Brenda[4]
- Pedro Giestas é o Guardião das Pedras[4]
- Tiago Retrê é o indeciso Fleem[4]
- Quimbé é o yeti Gwangi[4]
- Carlos Vieira de Almeida é o pai de Migo, Dorgle[4]
- José Nobre  é Thorp[4]
- O alpinista João Garcia é o Piloto[4]
- Vozes adicionais de Mafalda Ribeiro, Duarte Gomes, Pedro Durão e Pedro Sousa.[4]

## Produção
Os escritores Glenn Ficarra e John Requa conceberam Smallfoot, interessados em uma história sobre Iétis ou Pé-grandes; eles se inspiraram em uma ideia original de Sergio Pablos.
O conceito para Smallfoot estava em desenvolvimento antes que a diretora Karey Kirkpatrick se juntasse ao projeto em julho de 2016; ele viu um animatic em que Percy era um "tipo esquiador" sem nenhuma motivação em sua personalidade nos primeiros rascunhos do roteiro e versos repetitivos, e então eles adicionaram mais elementos em suas revisões posteriores, dando arco e profundidade ao seu personagem. Kirkpatrick também disse que Meechee era subdesenvolvida, e ela foi nomeada chefe da MMP em reescritas.
Em 11 de maio de 2017, foi anunciado que o filme estava em produção com Channing Tatum, Zendaya e Gina Rodriguez fornecendo os papéis de voz principal. O filme foi animado pela Sony Pictures Imageworks, que forneceu animação para Storks (2016), também do Warner Animation Group. Ryan O'Loughlin, a DreamWorks Animation veterano, foi originalmente o diretor do filme, mas foi substituído por Karey Kirkpatrick.

### Música
A trilha sonora do filme foi composta por Heitor Pereira. As canções foram escritas por Karey Kirkpatrick e seu irmão Wayne Kirkpatrick. O filme originalmente não tinha canções até seis meses de produção, quando a sugestão de torná-lo um musical veio de Toby Emmerich, que havia sido eleito presidente da Warner Bros. Pictures Group na época, em parte porque os irmãos Kirkpatrick já haviam escrito a música e a letra do musical da Broadway ganhador do Tony, Something Rotten!.
A trilha sonora alcançou a posição 8 na Billboard 200. A canção "Finally Free" atingiu o pico em algumas paradas da Billboard, incluindo a posição 39 na parada Mexico Ingles Airplay e a segunda posição na parada Bandsintown X Billboard Top Livestream Artists.

## Lançamento
O filme foi lançado em 28 de setembro de 2018 nos Estados Unidos.
Em Portugal, a estreia aconteceu a 4 de Outubro de 2018. No Brasil, o filme estreou em 27 de setembro de 2018.

### Marketing
No final do verão de 2018, a rede americana de pizzarias Chuck E. Cheese anunciou que seria a parceira oficial do filme. Materiais de marketing para o filme, em particular uma série de pôsteres em Los Angeles anunciando o elenco do filme com frases como "Zendaya é Meechee", se transformou em um pequeno meme da Internet (em uma curta canção de Gabriel Gundacker).

### Home media
Pépequeno foi lançado em formato digital no iTunes, Movies Anywhere, Microsoft Store, Vudu e Amazon Prime em 4 de dezembro de 2018 nos Estados Unidos, e em DVD, Blu-ray, Blu-Ray 3D, 4K Ultra e Digital Copy em 11 de dezembro de 2018. Os lançamentos incluíram um curta-metragem intitulado Super Soozie.

## Recepção

### Bilheteria
Pépequeno arrecadou US$ 83,2 milhões nos Estados Unidos e Canadá e US$ 130,9 milhões em outros territórios, com um total bruto mundial de US$ 214,1 milhões.
Nos Estados Unidos e Canadá, Pépequeno foi lançado junto com Night School, Little Women e Hell Fest, e foi projetado para arrecadar US$ 25-30 milhões em 4.131 cinemas em seu fim de semana de lançamento. O filme arrecadou USS$ 6,5 milhões em seu primeiro dia, incluindo $ 850.000 em prévias de quinta-feira à noite, mais do que Storks ($ 435.000 em 2016). Ele estreou com US$ 23 milhões, terminando em segundo na bilheteria atrás de Night School. Ele fez US$ 14,3 milhões em seu segundo fim de semana e US$ 9,1 milhões no terceiro, caindo 37% a cada vez e terminando em terceiro e quinto, respectivamente.

### Crítica especializada
No site agregador de críticas Rotten Tomatoes, o filme tem uma aprovação de 76% com base em 127 críticas, com uma classificação média de 6,30/10. O consenso crítico do site diz: "Pépequeno oferece uma distração colorida que deve manter os espectadores mais jovens entretidos - e uma história cuja mensagem pode até ressoar com o público mais velho.". No Metacritic, o filme tem uma pontuação média ponderada de 60 em 100, com base em 25 críticos, indicando "críticas mistas ou médias". O público entrevistado pela CinemaScore deu ao filme uma nota média de "A–" em uma escala de A + a F, enquanto o PostTrak relatou que os cineastas deram 4 de 5 estrelas.

### Prêmios
| Prêmio/Evento                              | Data da cerimônia          | Categoria                                     | Destinatário(s) e indicados(s)                                     | Resultado | Ref(s) |
| ------------------------------------------ | -------------------------- | --------------------------------------------- | ------------------------------------------------------------------ | --------- | ------ |
| Alliance of Women Film Journalists         | 10 de janeiro de 2019      | Melhor Filme de Animação                      | Karey Kirkpatrick Jason Reisig                                     | Indicado  | [ 26 ] |
| Alliance of Women Film Journalists         | 10 de janeiro de 2019      | Melhor Personagem Feminina de Animação        | Zendaya como Meechee                                               | Indicado  | [ 26 ] |
| Annie Awards                               | 2 de fevereiro de 2019     | Prêmio Annie de Música em Longa-Metragem      | Heitor Pereira, Karey Kirkpatrick, Wayne Kirkpatrick               | Indicado  | [ 27 ] |
| Sociedade de Críticos de Cinema de Detroit | 3 de dezembro de 2018      | Melhor Filme de Animação                      | Pépequeno                                                          | Indicado  | [ 28 ] |
| Heartland Film Festival                    | 11 a 21 de outubro de 2018 | Prêmio Verdadeiro Filme em Movimento          | Pépequeno                                                          | Vencedor  | [ 29 ] |
| Hollywood Music in Media Awards            | 14 de novembro de 2018     | Trilha Sonora Original - Filme de Animação    | Heitor Pereira                                                     | Indicado  | [ 30 ] |
| Hollywood Music in Media Awards            | 14 de novembro de 2018     | Canção Original - Filme de Animação           | Niall Horan                                                        | Indicado  | [ 30 ] |
| Visual Effects Society Awards              | 5 de fevereiro de 2019     | Simulações de efeitos em um Filme de Animação | Henrik Karlsson, Theo Vandernoot, Martin Furness, Dmitriy Kolesnik | Indicado  | [ 31 ] |

## Possível Sequência
Os escritores Glenn Ficarra e John Requa falando sobre a possibilidade uma sequência, com Requa afirmando que eles "poderiam fazer um filme totalmente diferente apenas com aquele truque que nós inventamos". Ficarra acrescentou: "Esperançosamente, temos a sorte de estar nessa posição. Mas você tem que esperar o mundo digerir até certo ponto ... Temos uma miríade de ideias. Apenas nas noções descartadas que alimentamos nos últimos 6 anos.".